# Carélie du Pielinen
La sous-région de Carélie du Pielinen (finnois : Pielisen Karjalan seutukunta) est une sous-région de Carélie du Nord en Finlande. 
Au niveau 1 (LAU 1) des unités administratives locales définies par l'Union européenne elle porte le numéro 125.

## Municipalités
La sous-région de Carélie du Pielinen est composée des municipalités suivantes :
| Blason            | Municipalité           |
| ----------------- | ---------------------- |
| Lieksan vaakuna   | Lieksa (ville)         |
| Nurmeksen vaakuna | Nurmes (ville)         |
| Valtimon vaakuna  | Valtimo (municipalité) |

## Population
Depuis 1980, l'évolution démographique de la sous-région de Carélie du Pielinen est la suivante:
| Année      | 1980   | 1985   | 1990   | 1995   | 2000   | 2005   | 2010   |
| ---------- | ------ | ------ | ------ | ------ | ------ | ------ | ------ |
| population | 34 726 | 33 887 | 32 108 | 30 840 | 27 991 | 25 544 | 23 653 |

## Politique
Les résultats de l'élection présidentielle finlandaise de 2018:
- Sauli Niinistö   60.7%
- Paavo Väyrynen   9.1%
- Laura Huhtasaari   8.3%
- Pekka Haavisto   6.6%
- Matti Vanhanen   6.6%
- Tuula Haatainen   4.8%
- Merja Kyllönen   3.7%
- Nils Torvalds   0.3%